# Nyvallens naturreservat
Nyvallens naturreservat är ett reservat som ligger invid Sonfjället i Härjedalens kommun. Liksom Nysäterns naturreservat så tillhör det Sonfjällets nationalpark. Reservatet består av en fäbodvall som har varit i bruk sedan början av 1700-talet. Idag så brukas fäbodvallen av Margareta och Alf-Erik Kristofferson med barnen Anna-Karin och Isak.

## Fäbodvallen

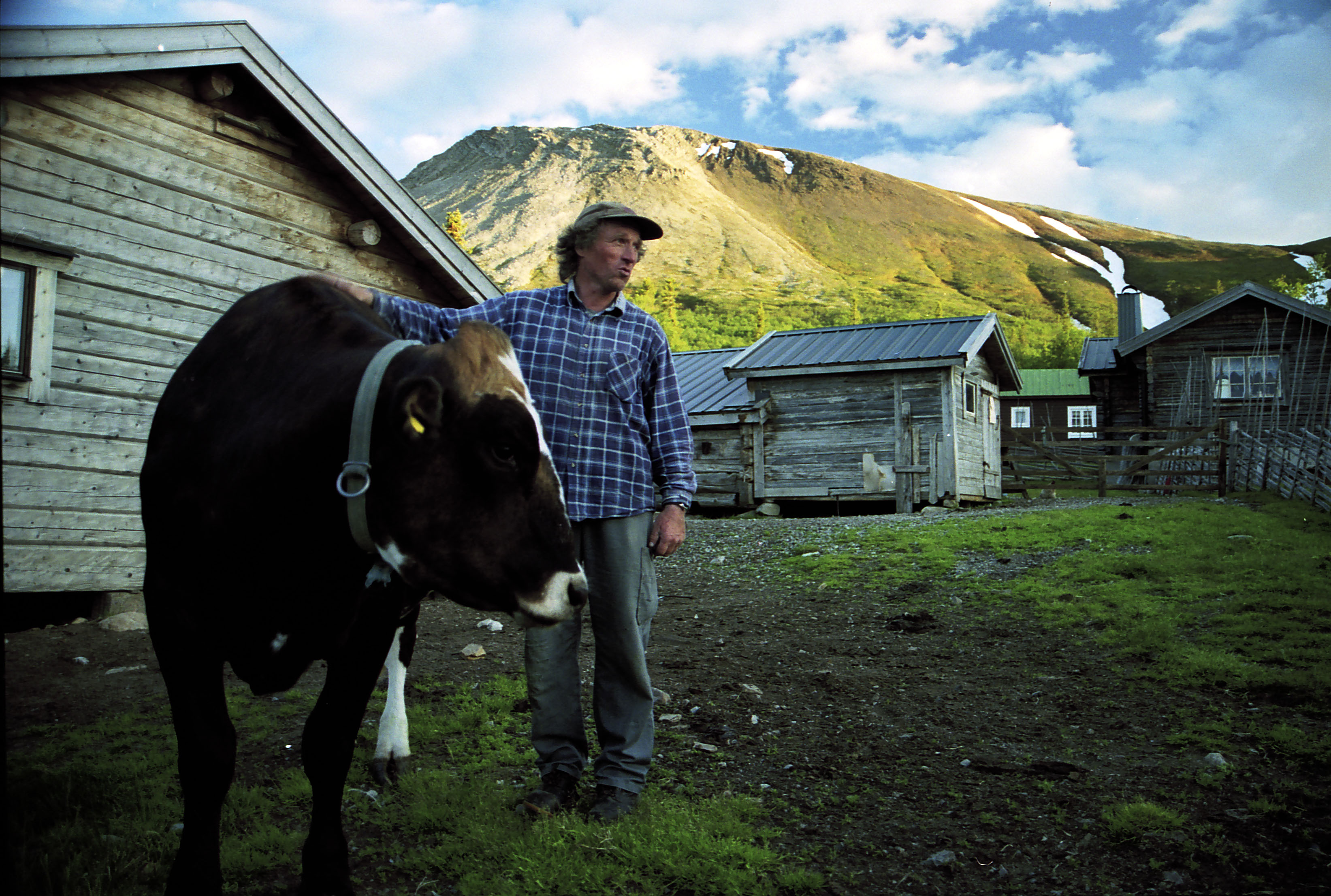
Vår i Nyvallens fäbodvall med Sonfjället i bakgrunden.

Vid sommarens början så buförs (vandrar) djuren från lantgården ut till fäbodvallen för att där ströva fritt under hela sommaren för att åter vända tillbaka på hösten. Varje morgon efter att de mjölkats så släpps djuren fria från ladugården, för att på kvällen återvända för ytterligare en mjölkning. Av mjölken så ystar man ost. Vasslen som blir över efter osttillverkningen kokas och blir till messmör och mesost.

### Bebyggelse
På en fäbodvallen så återfinns det fäbodstuga, två ladugårdar, kokhus, jordkällare och lador för hö. De flesta av byggnaderna är knuttimrade.

### Djur
På fäbodvallen så brukar det finnas kor, getter, katter, höns, kaniner och gäss.

### Natur
Naturen kring fäbodvallen omges av stora öppna arealer av betespräglad fjällbjörkskog där fäbodens fjällkor går på fritt bete.